# Kurtaczki
Kurtaczki (Pittidae) – rodzina ptaków z rzędu wróblowych (Passeriformes). Zalicza się do niej ponad czterdzieści gatunków.

## Występowanie
Kurtaczki zamieszkują Afrykę Subsaharyjską, tropiki Azji, Australii i Oceanii, a jeden z gatunków (kurtaczek blady) także Japonię i Półwysep Koreański.

## Charakterystyka
Nazwa kurtaczków w języku angielskim, pittas, pochodzi z okolic Madrasu w południowych Indiach od słowa pitta i oznacza po prostu ptaka. Po raz pierwszy użyto tej nazwy w 1713 roku.
Długość ciała 15–29 cm; masa ciała 42–207 g. Upierzenie w większości przypadków bardzo barwne. Środowisko życia stanowią lasy wiecznie zielone, namorzyny, zarośla bambusów, zadrzewione wąwozy, lasy wtórne oraz plantacje.
Gniazdo stanowi kulista, niestaranna konstrukcja z gałązek i korzonków, często z wplecionym mchem. Posiada boczne wejście. W lęgu 1–7 jaj, zwykle 2–5. Cechuje je okrągły kształt, barwa biała do płowożółtej z szarym lub liliowym kreskowaniem albo czerwonawymi lub fioletowawymi plamkami. Masa jaja wynosi 5–10 g. Inkubacja trwa 12–21 dni, młode pozostają w gnieździe 12–21 dni, stają się samodzielne po kolejnych 5 do 24 dniach.

## Systematyka
Rodzina kurtaczków najbliżej spokrewniona jest z oliwczykami (Sapayoidae).

### Podział systematyczny
Do rodziny należą następujące rodzaje:
- Erythropitta Bonaparte, 1854
- Hydrornis Blyth, 1843
- Pitta Vieillot, 1816